# Subboreal
| Serie      | Klimastufe        | Pollen- zone | Zeitraum                  |
| ---------- | ----------------- | ------------ | ------------------------- |
| Holozän    | Subatlantikum     | X            | 450 v. Chr. bis heute     |
| Holozän    | Subatlantikum     | IX           | 450 v. Chr. bis heute     |
| Holozän    | Subboreal         | VIII         | 3.710–450 v. Chr.         |
| Holozän    | Atlantikum        | VII          | 7.270–3.710 v. Chr.       |
| Holozän    | Atlantikum        | VI           | 7.270–3.710 v. Chr.       |
| Holozän    | Boreal            | V            | 8.690–7.270 v. Chr.       |
| Holozän    | Präboreal         | IV           | 9.610–8.690 v. Chr.       |
| Pleistozän | Jüngere Dryaszeit | III          | 10.730–9.700 ± 99 v. Chr. |

Das Subboreal ist gemäß der Blytt-Sernander-Klassifikation in der Erdgeschichte der zweitjüngste Zeitabschnitt des Holozäns in Nordwesteuropa. Es dauerte von 3710–450 v. Chr.

## Begriffsbestimmung und stratigraphische Stellung
Der Begriff Subboreal (Lateinisch sub ‚unter, unterhalb, darunter‘ und griechisch Βορέας Boreas ‚Gott des Nordwinds‘), oft auch als Späte Wärmezeit oder Eichenmischwald-Erlenzeit bezeichnet, wurde von Rutger Sernander zur Unterscheidung von Axel Gudbrand Blytts Boreal geprägt. Das Subboreal folgt auf das unmittelbar vorhergehende Atlantikum und wird seinerseits vom Subatlantikum abgelöst.
Das Subboreal entspricht der Pollenzone VIII von Franz Firbas (1949), der Pollenzone X im Schema von Fritz Theodor Overbeck (1975), sowie der der Pollenzone IVa und IVb von W. H. Zagwijn.
Kulturgeschichtlich umfasst das Subboreal den größten Teil des Neolithikums und die gesamte Bronzezeit (Beginn bei 4200 bis 3800 Jahren BP).

### Zeitliche Einordnung
Die folgende Grafik ist nur als sehr grober Anhalt zu betrachten, was in erster Linie auf völlig unzureichenden (!) Definitionen/Kriterien der Abschnitte beruht, sowie völliger Vernachlässigung der raum-zeitlichen Entwicklungen.

## Alter
Die Untergrenze des Subboreals liegt bei 3710 v. Chr. (5660 Jahren BP). Diese Grenze ist jedoch nicht als starr anzusehen. So setzen manche Autoren den Beginn des Subboreals bereits früher bei 6350 Jahren BP (4400 v. Chr.) bzw. in Nordwestpolen bei 6780 Jahren BP (4830 v. Chr.) an, andere wiederum rechnen mit nur 5000 Jahren BP (3050 v. Chr.). Es endet bei 450 v. Chr. Die Obergrenze (und damit der Übergang zum Subatlantikum) ist aber ebenfalls nicht starr festgelegt, sondern kann bereits im Zeitraum 1170 bis 830 v. Chr. erfolgen.
Die Grenze zwischen Älterem und Jüngerem Subboreal wird meist als 1350 v. Chr. angegeben.

## Klimageschichtlicher Verlauf

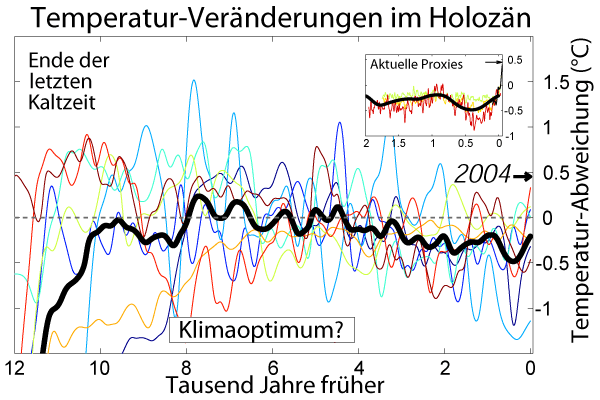
Der Temperaturverlauf im Holozän

Das Klima war während des Subboreals im Vergleich zum vorausgehenden Atlantikum trockener und geringfügig kühler (im Durchschnitt um 0,1 K), auch wenn es immer noch wärmer war als im 20. Jahrhundert. So lagen die Temperaturen im Durchschnitt um 0,7 K höher als im jetzigen Subatlantikum. Eine Folgeerscheinung war, dass während des Subboreals  die Untergrenze der Gletscher in Skandinavien im Vergleich zum Subatlantikum um 100 bis 200 Meter angehoben war. Insgesamt gesehen waren die Jahresdurchschnittstemperaturen innerhalb des Subboreals unter mehreren Schwankungen jedoch generell rückläufig (sie kühlten sich langsam um bis zu 0,3 K ab).
Der Beginn des Subboreals wird im Ägäisraum von einer hundertjährigen Dürreperiode markiert, die bei 5600 Jahren BP zentriert ist. Dieses Ereignis dürfte jedoch in seiner Bedeutung bei weitem vom Ende der Afrikanischen Feuchtigkeitsperiode (engl. African Humid Period) zu diesem Zeitpunkt übertroffen worden sein. So war bei Seen des subtropischen Afrika (wie beispielsweise dem Tschadsee) damals ein rapider Rückgang im Seespiegel zu beobachten. Auch im südlichen Mesopotamien machte sich im Zeitraum 6200 bis 5000 Jahre BP eine stärker werdende Aridität breit, welche zu demographischen Umwälzungen führte und möglicherweise das Ende Uruks heraufbeschwor.
In Nordwesteuropa (Eifelmaare) kann ab 5000 Warvenjahren BP ein klimatischer Einschnitt beobachtet werden. Beispielsweise waren die Julitemperaturen während des vorangegangenen Holozänen Optimums im Zeitabschnitt 8200 bis 5000 Warvenjahre BP noch durchschnittlich um 1 K höher gelegen. Gekoppelt mit dem Absinken der Sommertemperaturen war jedoch ein Anstieg der Januarmittel und ein Anstieg des Jahresniederschlags.
Der Zeitraum 4700 bis 4100 Jahre BP wird im nördlichen Afrika und im Nahen Osten erneut von anhaltender Trockenheit charakterisiert, unterstrichen durch Seespiegelminima. Der Rückgang der Monsunregenfälle zwischen 4500 und 4000 Jahren BP hat wahrscheinlich die Wirren und schließlich das Ende des Alten Reichs Ägyptens herbeigeführt. Im Gebiet der Levante lief eine sehr ähnliche Entwicklung ab. So dürfte das bei 4200 Jahren BP gelegene Trockenheitsmaximum in Mesopotamien den Niedergang des Akkadischen Reichs ausgelöst haben.

### Treibhausgas Kohlendioxid
Das Treibhausgas Kohlendioxid hatte zu Beginn des Subboreals einen holozänen Minimalwert von 260 ppm erreicht. Diese Wert stieg unter leichten Schwankungen dann stetig bis 293 ppm am Ende des Subboreals an.

## Vegetationsgeschichtliche Entwicklungen

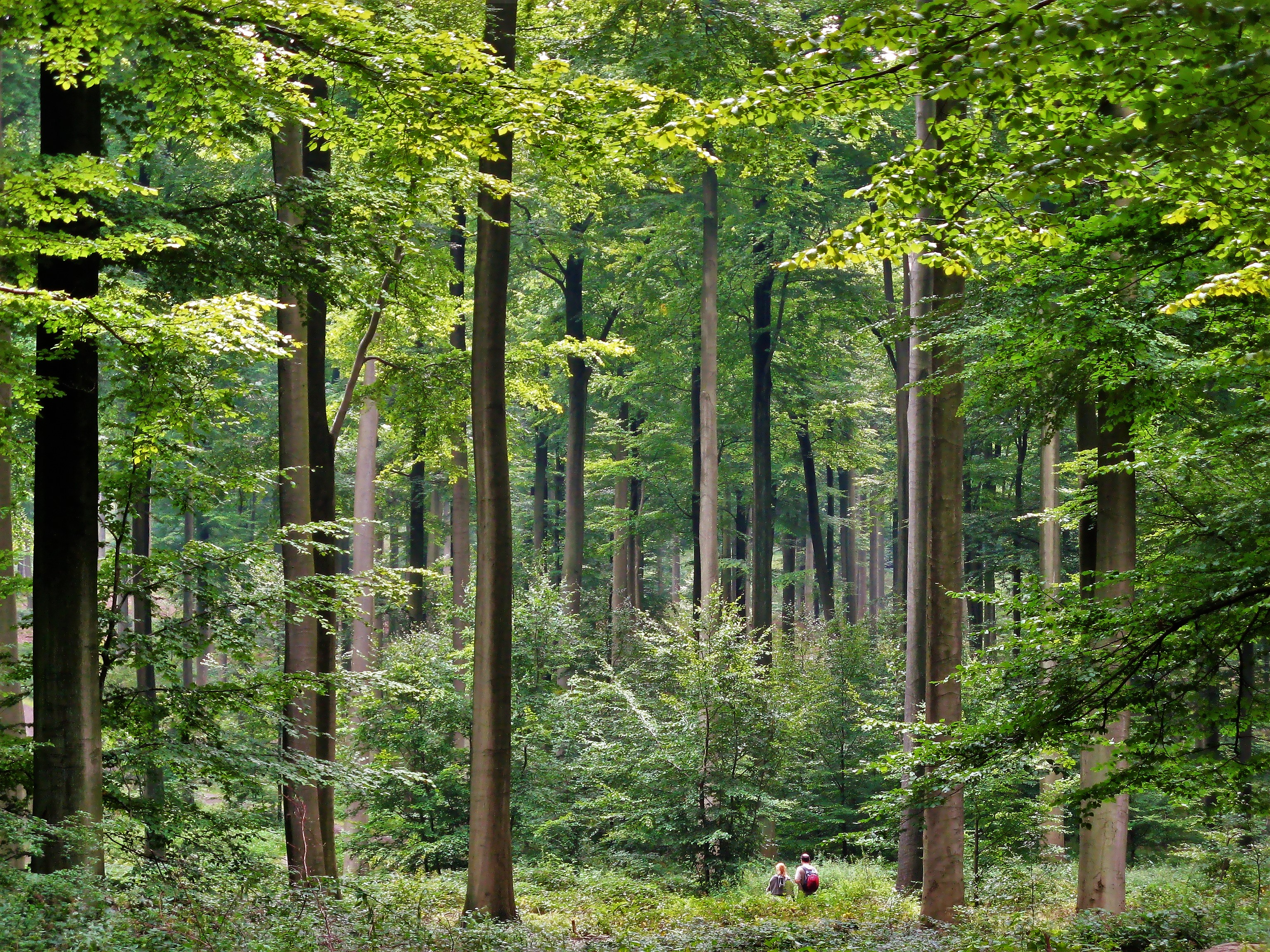
Buchenstand im Zonienwoud bei Brüssel, Belgien

In Skandinavien ist der Übergang zwischen Atlantikum und Subboreal eine anhand der Zusammensetzung der Vegetation scharfe und gut erkennbare Grenze. Der Übergang lässt sich in Westeuropa weniger deutlich fassen. Ein typisches Merkmal ist hier der schnelle Rückgang von Ulmen und Linden als Bestandteile des charakteristischen Eichenmischwaldes (EMW). Die Gründe für den Rückgang bei den Linden sind nicht klar, möglicherweise lag es am kälteren Klima oder an Einflüssen des Menschen. Der Rückgang der Ulmen (so genannter Ulmenfall), der auf eine durch den Ulmensplintkäfer (Scolytus scolytus, Scolytus multistriatus) übertragene Pilzerkrankung durch einen Ascomyceten (Ceratocystis ulmi) zurückzuführen ist, wurde wahrscheinlich zusätzlich durch klimatische Veränderungen und durch anthropogene Nutzung (beispielsweise Schneitelung) gefördert. Der in Zentral- und Nordeuropa mit ungefähr 4000 v. Chr. datierte Ulmenfall (in Eifelmaaren wurde beispielsweise ein Rückgang von 20 auf 4 % beobachtet) dürfte wohl eher diachron verlaufen sein und sich über den Zeitraum 4350 bis 3780 v. Chr. erstreckt haben.
Ein weiteres waldgeschichtliches Ereignis des Subboreals stellt die Einwanderung der Rotbuche (Fagus sylvatica) und der Hainbuche (Carpinus betulus) aus den Refugien der Balkanhalbinsel und südlich des Apennins dar. Auch diese beiden Vorgänge waren diachron – Buchenpollen werden erstmals ab 4340 bis 3540 v. Chr. und Hainbuchenpollen etwas später ab 3400 bis 2900 v. Chr. nachgewiesen. Mit Einsetzen des Jüngeren Subboreals begann dann die eigentliche Ausbreitung der Buchen. Während der Etablierung der Buche und der Hainbuche war unter gleichzeitigem Auftreten von Siedlungszeigern (z. B. Getreidetaxa und Spitzwegerich – Plantago lanceolata) ein Rückgang bei der Hasel zu verzeichnen.
Das trockenere Klima während des Subboreals verursachte außerdem die Verbreitung von Heidekrautgewächsen.

## Meeresspiegel

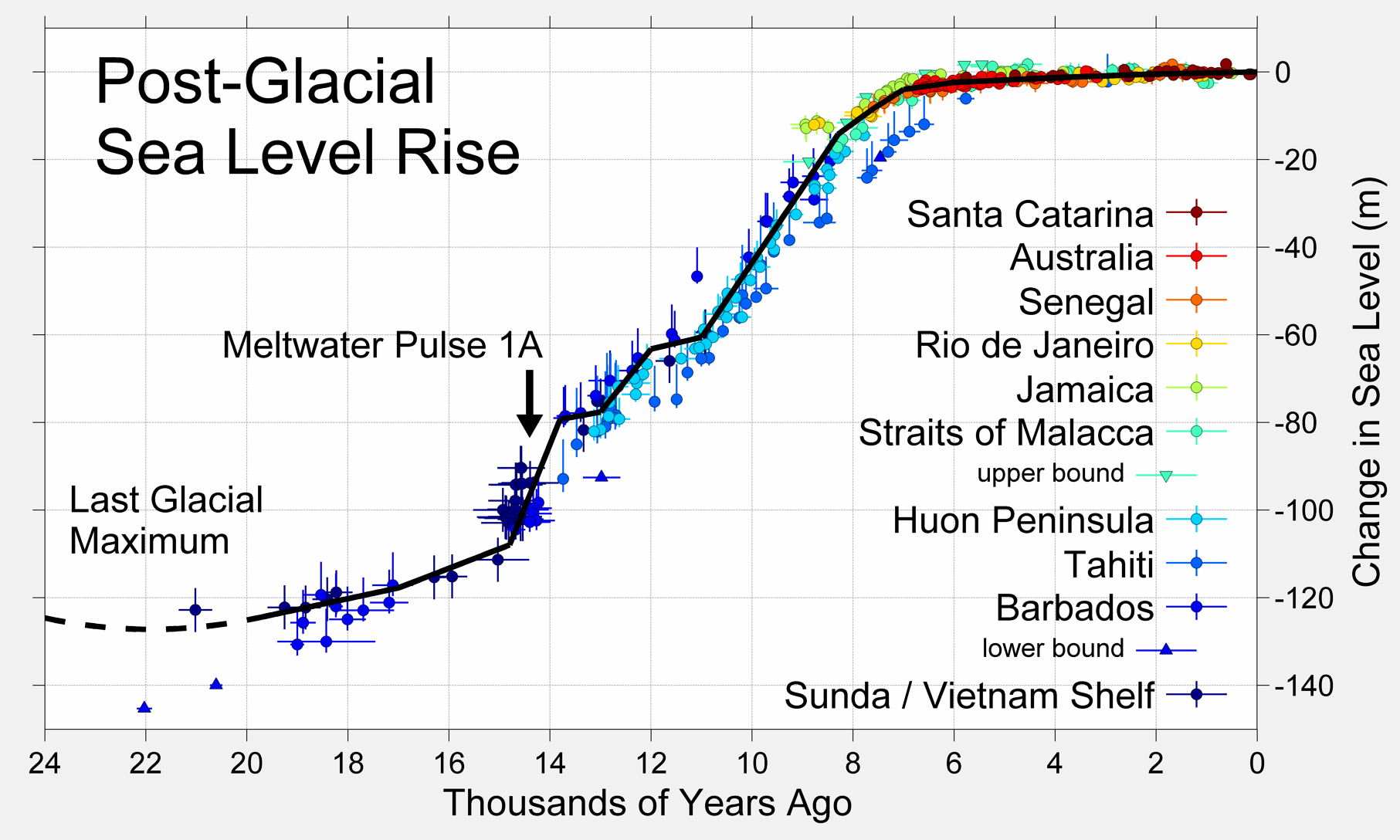
Der postglaziale Meeresspiegelanstieg

Wie im vorangegangenen Atlantikum stieg auch während des Subboreals der  Meeresspiegel weiterhin an. Der Anstieg betrug jetzt jedoch im ganzen Zeitraum nur noch rund 1 Meter, oder 0,3 Millimeter/Jahr. Am Ende des Subboreals befand sich der Meeresspiegel dann bei 1 Meter unter heutigem NN.

### Entwicklung im Ostseeraum
Die Ostsee hatte sich bereits vor Beginn des Subboreals zum Littorinameer entwickelt. Im Älteren Subboreal erfolgte die 2. Littorina-Transgression, die 1 Meter unter NN erreichte. Nach der Spätlittorinen Regression kam es dann gegen Ende des Jüngeren Subboreals zur 3. Littorina-Transgression, die bei 60 Zentimeter unter NN lag (und später im beginnenden Subatlantikum den aktuellen Pegelstand ansteuerte).

### Entwicklung im Nordseeraum
Im Nordseeraum war es nach der im Atlantikum stattgefundenen Flandrischen Transgression zu Beginn des Subboreals zu einem leichten Meeresspiegelrückgang bzw. zu einem Meeresspiegelstillstand gekommen.